# Parafia św. Jana Chrzciciela w Radomyślu nad Sanem
Parafia pw. Świętego Jana Chrzciciela w Radomyślu nad Sanem - parafia rzymskokatolicka znajdująca się w diecezji sandomierskiej w dekanacie Gorzyce. 
Parafia została erygowana w 1614 przez biskupa krakowskiego Piotra Tylickiego. Posiada akta parafialne od roku 1780. Parafię prowadzą księża diecezjalni.